# کاراز (کوه)
کاراز (به اسپانیایی: Caraz) یک کوه در پرو است که در منطقه انکاش واقع شده‌است. کاراز ۶٬۰۲۵ متر بالاتر از سطح دریا واقع شده‌است.